# دانييل تريفونوف
دانييل أوليجوفيتش تريفونوف (بالروسية: Дании́л Оле́гович Три́фонов ؛ من مواليد 5 مارس 1991) عازف بيانو وملحن روسي.